# ميخائيل روبرتسون (لاعب كرة مضرب)
ميخائيل روبرتسون (بالإنجليزية: Michael Robertson)‏ هو لاعب كرة مضرب أمريكي، ولد في 2 يوليو 1963 في جوهانسبرغ في جنوب أفريقيا.

## وصلات خارجية
- مايكل روبرتسون على موقع رابطة محترفي التنس (الإنجليزية)
- مايكل روبرتسون على موقع الاتحاد الدولي لكرة المضرب (الإنجليزية)
- مايكل روبرتسون على موقع خلاصة التنس.كوم (الإنجليزية)